# 賭城風雲 (1995年電影)
是一部於1995年的美國犯罪電影，由马丁·斯科塞斯擔任導演，以及由罗伯特·德尼罗、乔·佩西和莎朗·史東主演。本片改編自1995年尼古拉斯·派勒吉的非虛構書籍《Casino: Love and Honor in Las Vegas》，他與史高西斯也是本片的共同編劇。他們兩人曾在之前的受歡迎電影《盜亦有道》（1990年）中合作。
本片標誌著導演史高西斯和演員羅拔·迪尼路之間的第八次合作，分別是《窮街陋巷》（1973年）、《的士司機》（1976年）、《紐約，紐約》（1977年）、《狂牛》（1980年）、《喜劇之王》（1983年）、《盜亦有道》（1990年）和《海角驚魂》（1991年）。
在《賭城風雲》中，迪尼路飾演Sam "Ace" Rothstein，Rothstein是一名猶太裔美國頂尖的賭博預測員，被意大利黑幫召任負責監督拉斯維加斯丹吉爾賭場的日常行動。他的角色是基於法蘭克·羅森塔爾而創作的，羅森塔爾於1970年代到1980年代初替芝加哥犯罪集團管理拉斯維加斯的星塵賭場酒店、弗里蒙特酒店和賭場和大莊園度假酒店和賭場。佩西飾演Nicholas "Nicky" Santoro，他是基於真實的黑幫執法者安東尼·斯皮洛特而創作的。Nicky被派到拉斯維加斯，以確保丹吉爾賭場的錢從受控制的拉斯維加斯高層和黑幫上撇去。莎朗·史東飾演Ginger McKenna，是Ace的狡詐、自私的妻子，她是基於潔芮·麥基而創作的。
《賭城風雲》於1995年11月22日上映，評價反響大多數正面，並且獲得了票房上成功。史東的演出得到一致好評，獲得一項金球奖剧情类电影最佳女主角和提名奧斯卡最佳女主角獎。

## 劇情內容
1973年赌博预测员和意大利黑帮合伙人Sam "Ace" Rothstein被派往拉斯维加斯，代表芝加哥犯罪集团经营由美国中西部卡车工人工会集资的Tangier赌场，而Philip Green担任黑帮的挂名责任人。趁着博彩法允许博彩业从业执照待定期间仍可工作于赌场的漏洞，Sam将赌场的利润提升至之前的两倍，使意大利黑帮将多出来的利润向税务局瞒报而占为己有。黑帮头目Remo Gaggi惊叹于他的成就，派Sam的童年好友黑帮杀手Nicholas "Nicky" Santoro和他的副手Frank "Frankie" Marino保护Sam和赌场的管理运营。Nicky反复无常的脾气很快便使他被拉斯维加斯各赌场禁止入内，于是他聚集自己的人马从事勒索盗窃以替代在原先在赌场出千。
Sam结识了往来于各大赌场行骗的前妓女Ginger McKenna，并用足够的金钱和财富买来了两人的婚姻。婚后二人生下一个女儿，可他们的婚姻却因Ginger的贪婪和对操控欲极强的皮条客骗子前男友Lester Diamond的爱而举步维艰。不久Sam便发现Ginger背着自己给Lester送钱，并派手下痛打了Lester。随后Ginger便一直酗酒。与此同时，Sam因为开除了县委委员Pat Webb无法胜任赌场老虎机区经理的小舅子Don Ward而与其结仇。当Sam拒绝重新雇佣他后，Webb将Sam的执照从积压已久的申请文件中调取出来，强迫他面对博彩业执照的听证会，并暗中安排听证会驳回他的申请。Sam将此事归咎于Nicky的行事鲁莽，两人在沙漠中约见，Sam尝试说服Nicky离开拉斯维加斯，经过一番激烈的争吵不欢而散。
赌场的柜员开始为他们自己偷钱，促使中西部意大利黑帮头目将堪薩斯城犯罪家族小老闆Artie Piscano派去赌城负责监督交易。Piscano没能找到偷钱的人，但把他所知道关于拉斯维加斯所有细节与线索记在自己的私人笔记本中，并在回到自己的杂货店后与亲人夸夸其谈。而因为另一起独立犯罪案件而监听Piscano杂货店的FBI，恰巧听到了Piscano所抱怨的全部细节，包含涉案人完整的姓名，开始调查赌场。同时Sam终因倦于Ginger的酗酒而寻求离婚。而Ginger接着便绑架了他们的女儿Amy，并带她前往洛杉矶，与Lester计划逃往欧洲。Sam说服她带Amy回来，然后叱骂她偷盗自己金钱及绑架他们女儿的行为。Sam偷听到Ginger在电话中谈论关于想杀掉他后，将其逐出家门，但很快又选择了原谅。Ginger接近Nicky并和他通奸，以期望得到他的帮助从而将珠宝和存款从他们夫妻共同的银行保险库中取出。Sam在他们的女儿Amy独自被Ginger绑在床上而Ginger却与Nicky在餐厅吃饭这件事后，发现了他们的私情。Sam和Nicky两人随后都抛弃了Ginger。醉酒后失去理智的Ginger开车撞入Sam豪宅前，在到场警察陪伴回家取走自己私人物品时，趁警察不注意偷偷带走了保险櫃钥匙。即使她成功将她那份钱取出银行，但还是作为重要证人被FBI拘捕。
FBI很快便查封赌场。Green决定于当局合作。Piscano在联邦探员发现他的笔记本后当场死于心脏病。Nicky意识到可能被捕后迅速逃离拉斯维加斯。年迈的黑帮头目们被捕并出庭受审，私下讨论后同意除掉所有与此事相关的人以防止他们出庭作证。三位赌场经理、卡车工会领导人Andy Stone和负责运送赃款的John Nance均遭暗杀。Ginger来到洛杉矶并最终因吸毒过量而死在一间汽车旅馆。Sam本人险些死于汽车炸弹谋杀，并怀疑Nicky在幕后策划了一切。在Sam打算报复前，Nicky和他的兄弟Dominick便遭Frankie和他先前的手下暗算，打至重伤后被活埋于一片玉米地。原来黑帮大佬们已受够了Nicky的所作所为，并也怀疑他策划了暗杀Sam的汽车炸弹。
随着黑帮权力的削弱，老赌场被大集团所收购并摧毁。集团公司们建造了各种崭新而又俗气的旅游景点吸引游客。Sam来到聖地亞哥并退休，继续做一名赌博预测员。按他的话说就是，「在我开始的地方重新来过」。

## 演員表
| 演员            | 角色                                  | 原型                   |
| --------------- | ------------------------------------- | ---------------------- |
| 羅拔·迪尼路     | Sam "Ace" Rothstein                   | 法蘭克·羅森塔爾        |
| 喬·佩西         | Nicholas "Nicky" Santoro              | 安東尼·斯皮洛特        |
| 莎朗·史東       | Ginger McKenna                        | 潔芮·麥基              |
| 法蘭克·樊尚     | Frankie Marino                        | 法蘭克·庫洛塔          |
| 唐·里柯斯       | Billy Sherbert                        | Murray Ehrenberg       |
| Pasquale Cajano | Remo Gaggi                            | Joseph Aiuppa          |
| 占士·活士       | Lester Diamond                        | Leonard "Lenny" Marmor |
| 約翰·布魯姆     | Donald "Don" Ward                     | Slot Machine Manager   |
| L·Q·瓊斯        | Clark County Commissioner Pat Webb    | Shannon Bybee          |
| 凱文·波拉克     | Philip Green                          | Alan Glick             |
| 阿蘭·金         | Andy Stone                            | Allen Dorfman          |
| 比爾·艾利森     | John Nance                            | George Jay Vandermark  |
| Philip Suriano  | Dominick Santoro                      | Michael Spilotro       |
| 溫尼·維拉       | Artie Piscano                         | Carl DeLuna            |
| Joseph Rigano   | Vincent Borelli                       | Nicholas Civella       |
| 松久信幸        | K. K. Ichikawa                        | 柏木昭男               |
| 李察·瑞霍       | Charlie "Clean Face" Clark            | Morris Shenker         |
| 迪克·斯密塔爾斯 | Nevada State Senator Harrison Roberts | 哈利·瑞德              |
| 法蘭基·艾弗隆   | 本人                                  | 本人                   |

## 作
主體拍攝於1994年9月14日開始，於拉斯维加斯進行製作。

## 外部連結
- 開眼電影網上《賭國風雲》的資料（繁體中文）
- 豆瓣电影上《赌城风云》的資料 （简体中文）
- 时光网上《赌城风云》的資料（简体中文）
- AllMovie上的资料（英文）
- 爛番茄上的資料（英文）
- 互联网电影数据库（IMDb）上的资料（英文）
- Metacritic上的資料（英文）
- Box Office Mojo上的資料（英文）
- TCM电影资料库上的资料（英文）